# Pei-Yuan Wei
Pei-Yuan Wei (魏培源) é um antigo formando da Universidade da Califórnia, Berkeley, que criou o ViolaWWW, um dos primeiros navegadores de Internet gráficos.
Pei-Yuan Wei nasceu em Taiwan.